# Lane-Emden-Gleichung

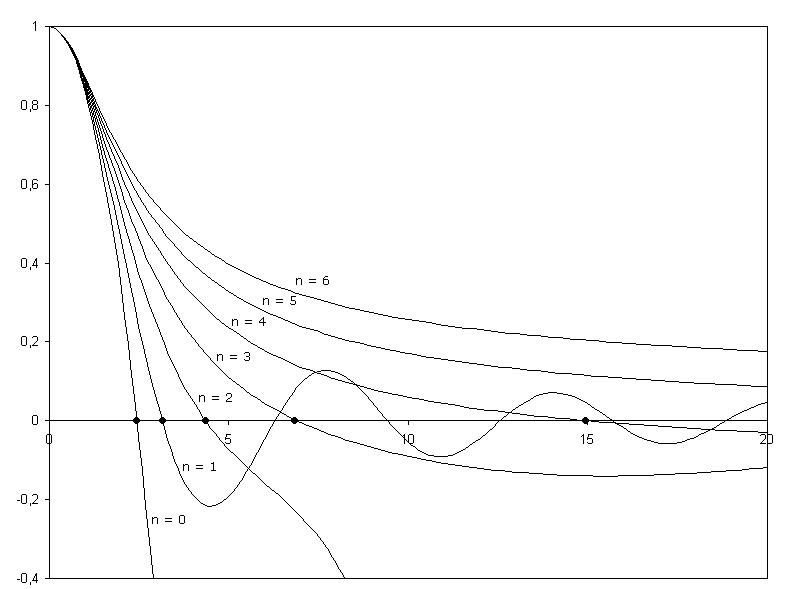
Lösungen der Lane-Emden-Gleichung für n = 0, 1, 2, 3, 4, 5, 6.

Die astrophysikalische Lane-Emden-Gleichung beschreibt die Struktur einer selbstgravitierenden Kugel, deren Zustandsgleichung die einer polytropen Flüssigkeit ist. Ihre Lösungen beschreiben die Abhängigkeit des Drucks und der Dichte vom Radius {\displaystyle r} und erlauben somit Rückschlüsse auf die Stabilität und Ausdehnung der Kugel. Sie ist benannt nach den Astrophysikern Jonathan Homer Lane (1819–1880) und Robert Emden (1862–1940); Lane schlug sie 1870 als mathematisches Modell zur Untersuchung der inneren Struktur der Sterne vor. Lord Kelvin und August Ritter waren an der Entwicklung dieser Gleichung ebenfalls maßgeblich beteiligt.

## Physikalischer Kontext
Eine polytrope Flüssigkeit genügt der Gleichung {\displaystyle \textstyle P=K\rho ^{\gamma }} ({\displaystyle P}: Druck, {\displaystyle \textstyle \rho }: Dichte). Man verwendet allerdings statt {\displaystyle \textstyle \gamma } meist den Polytropenindex {\displaystyle \textstyle n}, der wie folgt definiert ist: {\displaystyle \textstyle \gamma =1+{\frac {1}{n}}}. Sternmaterie kann in guter Näherung als polytropes Fluid angesehen werden, so etwa entartetes Gas, das in Abhängigkeit davon, ob es relativistisch oder nicht-relativistisch ist, einen Polytropenindex von {\displaystyle \textstyle n=3\,\mathrm {bzw.} \,1,\!5} besitzt (d. h. {\displaystyle \textstyle \gamma ={\frac {4}{3}}\,\mathrm {bzw.} \,{\frac {5}{3}}}).

## Herleitung
Die Gleichgewichtsbedingung lautet allgemein für isentrope Kugeln: {\displaystyle \textstyle \varphi +H=const}. Dabei ist {\displaystyle \textstyle \varphi } das gravitative Potential, {\displaystyle \textstyle H=(n+1){\frac {P}{\rho }}} die Enthalpie. Nach Anwendung des Laplace-Operators auf beiden Seiten ergibt sich {\displaystyle \textstyle \Delta (\varphi +H)=0}.
Mit der Definition {\displaystyle \textstyle \rho =\lambda \theta ^{n}} und entsprechend {\displaystyle \textstyle P=K\lambda ^{1+{\frac {1}{n}}}\theta ^{n+1}} ist die Enthalpie {\displaystyle \textstyle H=(n+1)K\lambda ^{1/n}\theta }.
Mit der Poisson-Gleichung {\displaystyle \textstyle \Delta \varphi =4\pi G\lambda \theta ^{n}} wird aus der Gleichgewichtsbedingung: {\displaystyle \textstyle 4\pi G\lambda \theta ^{n}+(n+1)K\lambda ^{1/n}\Delta \theta =0}. Mit der Maßstabstransformation {\displaystyle \textstyle r=\alpha \xi } und einem günstig gewählten {\displaystyle \textstyle \alpha }, so dass {\displaystyle \textstyle 4\pi G\lambda ={\frac {(n+1)K\lambda ^{1/n}}{\alpha ^{2}}}} erhält man
{\displaystyle {\frac {1}{\xi ^{2}}}{\frac {d}{d\xi }}\left({\xi ^{2}{\frac {d\theta }{d\xi }}}\right)+\theta ^{n}=0}
Wenn man {\displaystyle \textstyle \lambda } mit der Dichte im Zentrum {\displaystyle \textstyle \rho _{c}} identifiziert, ergibt sich
{\displaystyle \textstyle \xi =r\left({\frac {4\pi G\rho _{c}^{2}}{(n+1)P_{c}}}\right)^{\frac {1}{2}}} und {\displaystyle \textstyle \rho =\rho _{c}\theta ^{n}}.

## Lösungen
Die Anfangsbedingungen sind {\displaystyle \textstyle \theta (0)=1} und {\displaystyle \textstyle \left.{\frac {{\rm {d}}\theta }{{\rm {d}}\xi }}\right|_{\xi =0}=0}.
Die Nullstelle von {\displaystyle \textstyle \xi }, notiert als {\displaystyle \textstyle \xi _{1}}, legt die Grenze der Kugel, in der Anwendung also die Grenze des Sterns, fest.
Die Lane-Emden-Gleichung lässt sich für n = 0, 1 und 5 analytisch lösen. Während die ersten beiden Fälle auf einfach zu lösende Gleichungen führen, sind alle übrigen deutlich komplizierter. Die Lösung für n = 5 wurde 1885 von Arthur Schuster, später auch unabhängig davon von Emden selbst gefunden. Die drei analytischen Lösungen sind in der Tabelle dargestellt:
| n =                        | 0                                       | 1                                         | 5                                                                      |
| {\displaystyle \theta } =  | {\displaystyle 1-{\frac {\xi ^{2}}{6}}} | {\displaystyle {\frac {\sin \xi }{\xi }}} | {\displaystyle \left(1+{\frac {\xi ^{2}}{3}}\right)^{-{\frac {1}{2}}}} |
| {\displaystyle \xi _{1}} = | {\displaystyle {\sqrt {6}}}             | {\displaystyle \pi }                      | ∞                                                                      |

Für n = 1 wird die Gleichung zu einer sphärischen Besselschen Differentialgleichung mit der sinc-Funktion als Lösung.

## Radius
Mit der Definition für {\displaystyle \textstyle \xi } gilt für den Radius des Sterns (im Gleichgewicht)
{\displaystyle R={\sqrt {\frac {(n+1)P_{\rm {c}}}{4\pi G\rho _{\rm {c}}^{2}}}}\;\xi _{1}}.
Für n = 1 ist wegen {\displaystyle \textstyle P_{\rm {c}}=K\rho _{\rm {c}}^{2}} der Radius unabhängig von der Gesamtmasse bzw. der Dichte im Zentrum. Der Stern enthält im gleichen Volumen beliebig viel Masse, die die Gleichgewichtsbedingung erfüllt.